# Cristallino di Misurina
Der Cristallino di Misurina (kurz Monte Cristallino) ist ein 2775 m s.l.m. Berg in den Dolomiten in der italienischen Provinz Belluno. Der beliebte Aussichtsgipfel liegt in der nordöstlichen Cristallogruppe und ist über einen markierten Steig erreichbar.

## Lage und Umgebung
Der Cristallino di Misurina bildet den nordöstlichen Eckpfeiler der Cristallogruppe. Er erhebt sich über dem Val Popena alta, das ihn von den vorgelagerten Pale di Misurina trennt, und drängt sich vor allem vom Dürrensee und von Schluderbach ins Blickfeld. Der aus mehreren Felstürmen bestehende Grat verläuft nach Südwesten weiter zur Punta Michele (2898 m) und zum Piz Popena. Dazwischen liegt die Forcella Michele (2590 m), durch die der heutige Normalanstieg erfolgt. Nördlich verlaufen die schutterfüllten Täler Val Cristallino und Val Banche als Seitenarme zum Val Popena basso, westlich des Gipfels liegt das Circo del Cristallo.

## Alpinismus

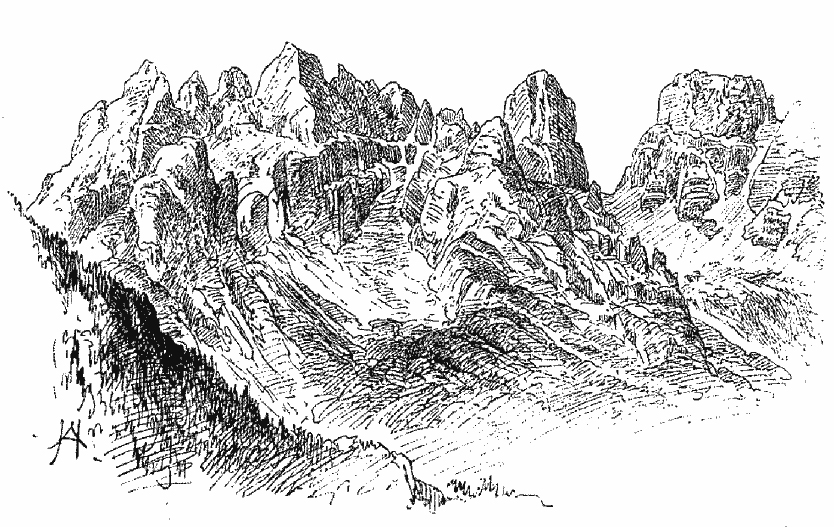
Zeichnung von Anton P. Heilmann: Ansicht des Monte Cristallino vom Dürrensee (1406 m) bei Höhlenstein

Die Erstbesteigung des Monte Cristallino gelang am 16. August 1864 Paul Grohmann und Georg Ploner, die den Aufstieg aus dem engen Hochtal Val Banche wählten. Zu diesem Zeitpunkt wurde der Gipfel Cristallinspitze genannt und seine Höhe mit 2840 m angegeben. W. Eckerth, der den Berg 1879 mit Michel Innerkofler ebenfalls durch das Val Banche bestiegen hatte, beschrieb ihn folgendermaßen:
„Sie (die Cristallinspitze, Anm.) erscheint als die höchste Erhebung eines mächtigen Felsbereiches, das [sic!] mit seinen tief eingeschnittenen Scharten und schlank aufstrebenden Gipfeln den Eindruck eines verfallenen gothischen Riesenbaues macht, dessen gewaltige Mauern bis zur schwindelnden Höhe von 1400 m über die Thalsohle aufgethürmt sind.“
Die Wände einiger vorgelagerter Türme wurden im 20. Jahrhundert nach und nach erschlossen. Punta Elfie (2739 m), Punta Clementina und Punta Mosca (alle III) wurden 1913 von Luigi Tarra bezwungen. Die Punta Idle bewältigten Sandro Del Torso und Scarpa Idle 1938 über die Südostwand (V). Die alpinistische Erschließung gipfelte 1968 im Nordwestriss am Campanile Molin (VI) durch Alziro Molin und Andrea Pandolfo.
Im Ersten Weltkrieg diente der hervorragende Panoramagipfel als strategischer Aussichtspunkt.

## Aufstieg
Der Aufstieg erfolgt wahlweise von der Ponte Val Popena alta (1659 m) oder vom Misurinasee. Die beiden Wege treffen sich im Val Popena alta am Rio Popena auf rund 2030 m. Danach erfolgt der Anstieg recht steil durch das Val delle Baracche zunächst über lockeres Geröll, schließlich über kompakten Fels. Im unteren Abschnitt wird ein kurzer Kamin (I) durchquert. Zur linken liegt mit den Guglie di Val Popena Alta eine besonders oft fotografierte Felsformation. Insgesamt dauert die Tour sechs bis sieben Stunden. Stützpunkte auf dem Weg gibt es nicht.
Der Gipfel bietet ausgezeichnete Tiefblicke auf Schluderbach und Höhlenstein und einen „großartig wilden“ Blick auf Piz Popena und Monte Cristallo, den schon Paul Grohmann zu schätzen wusste.